# 2.ª Escuadra de Caza Nocturno
El 2.ª Escuadra de Caza Nocturno (Nacht-Jagd-Geschwader. 2) unidad militar de la Luftwaffe durante la Segunda Guerra Mundial.

## Historia
Formada el 1 de noviembre de 1941 en Gilze Rijen. En 1944 el código R4 es sustituido y puesto al reverso 4R. El 8 de mayo de 1945 es disuelta.

## Comandantes de Escuadra (A)
- Teniente coronel Karl Hülshoff – (1 de noviembre de 1941 – 31 de diciembre de 1943)
- Mayor Heinrich Prince zu Sayn-Wittgenstein – (1 de enero de 1944 – 21 de enero de 1944)
- Coronel Günther Radusch – (4 de febrero de 1944 – 11 de noviembre de 1944)
- Mayor Paul Semrau – (12 de noviembre de 1944 – 8 de febrero de 1945)
- Teniente coronel Wolfgang Thimmig – (8 de febrero de 1945 – 5 de mayo de 1945)

## Pilotos de Escuadras
- El capitán Heinrich Prince zu Sayn-Wittgenstein voló su Ju 88C-6b R4+XM.

## Grupo de Estado Mayor (Stab)
Formada el 1 de noviembre de 1941 en Gilze Rijen. El 8 de mayo de 1945 es disuelta.

## Bases
| 1 de noviembre de 1941 – noviembre de 1942 | Gilze Rijen           | 1.ª División de Caza Nocturno 1.ª División de Caza (desde mayo de 1942) | Ju 88C         |
| Noviembre de 1942 – mayo de 1943           | Comiso                | II Cuerpo Aéreo                                                         | Ju 88C         |
| Mayo de 1943 – agosto de 1943              | Aquino                | II Cuerpo Aéreo                                                         | Ju 88C         |
| Agosto de 1943 – diciembre de 1943         | Parchim/Tilburg       | 1.ª División de Caza 3.ª División de Caza (desde septiembre de 1943)    | Ju 88C         |
| Diciembre de 1943 – junio de 1944          | Deelen-Arnhem         | 3.ª División de Caza                                                    | Ju 88C         |
| Junio de 1944 – julio de 1944              | Coloumiers            | 5.ª División de Caza                                                    | Ju 88C         |
| Julio de 1944 – diciembre de 1944          | Colonia-Butzweilerhof | 3.ª División de Caza                                                    | Ju 88C, Ju 88G |
| Diciembre de 1944 – marzo de 1945          | Twente                | 3.ª División de Caza                                                    | Ju 88G         |
| Marzo de 1945 – mayo de 1945               | Schleswig             | 3.ª División de Caza                                                    | Ju 88G         |

## I Grupo
Formada el 1 de septiembre de 1940 en Gilze Rijen desde el II Grupo/1.ª Escuadra de Caza Nocturno. El 8 de mayo de 1945 es disuelta.

## Comandantes de Grupo
- Capitán Karl-Heinrich Heyse – (1 de septiembre de 1940 – 23 de enero de 1940)
- Mayor Karl Hülshoff – (24 de noviembre de 1940 – 31 de octubre de 1941)
- Mayor Erich Jung – (1 de noviembre de 1941 – diciembre de 1943)
- Capitán Franz Buschmann – (diciembre de 1943 – enero de 1944)
- Capitán Albert Schulz – (enero de 1944 – 31 de enero de 1944)
- Capitán Wolfgang von Niebelschütz – (31 de enero de 1944 – 20 de febrero de 1944)
- Capitán Ernst Zechlin – (20 de febrero de 1944 – 12 de mayo de 1944)
- Capitán Gerhard Rath – (12 de mayo de 1944 – 8 de mayo de 1945)

## Pilotos de la Escuadra
- El Capitán Erich Jung voló su Dornier Do 17Z-10 R4+AK en Gilze Rijen en otoño de 1940.
- El teniente Alfons Koester con su Ju 88C-2 R4+KH en Gilze Rijen en octubre de 1941, más tarde con un Ju 88C-4 R4+FH.
- El teniente coronel Gerhard Boehme con su Ju 88C-6a R4+HH en Catania en 1942.
- El Sargento Mayor Biehne.
- El Uffz. Handl.
- El Teniente Heinz Roekker y Carlos Nugent vuelan un Ju 88C-6a R4+CK (W.Nr. 5664).
- El Teniente Johannes Strassner voló su Ju 88G-1 4R+AK.

Formada el 1 de septiembre de 1940 en Gilze Rijen desde el II./1.ª Escuadra de Caza Nocturno con:
- Grupo de Estado Mayor (B)/I Grupo/2.ºEscuadra de Caza Nocturno desde el Grupo de Estado Mayor (C)/II Grupo/1.ª Escuadra de Caza Nocturno
- 1.ª Escuadra (H)/2.ª Escuadra de Caza Nocturno desde el 4./1.ª Escuadra de Caza Nocturno con Ju 88C-1
- 2.ª Escuadra (K)/2.ª Escuadra de Caza Nocturno desde el 5./1.ª Escuadra de Caza Nocturno con Do 17Z-7/10
- 3.ª Escuadra (L)/2.ª Escuadra de Caza Nocturno desde el 6./1.ª Escuadra de Caza Nocturno con Ju 88C-2

El 1 de octubre de 1942 la 1.ª Escuadra/2.ª Escuadra de Caza Nocturno fue redesignado al 5.ª Escuadra/2.ª Escuadra de Caza Nocturno, y la nueva 1.ª Escuadra/2.ª Escuadra de Caza Nocturno fue reformada desde los restos del I Grupo/2.ª Escuadra de Caza Nocturno.
En noviembre de 1942 la 1.ª Escuadra/2.ª Escuadra de Caza Nocturno fue redesignado a la 10.ª Escuadra/3.ª Escuadra de Caza Nocturno, y la nueva 1.ª Escuadra/2.ª Escuadra de Caza Nocturno fue reformada desde los restos del I Grupo/2.ª Escuadra de Caza Nocturno.
El 28 de agosto de 1943 la 2.ª Escuadra/2.ª Escuadra de Caza Nocturno fue redesignada a la 6.ª Escuadra/2.ª Escuadra de Caza Nocturno, y la nueva 2.ª Escuadra/2.ª Escuadra de Caza Nocturno fue reformada desde los restos del I Grupo/2.ª Escuadra de Caza Nocturno.

## Bases
| 1 de septiembre de 1940 – 2 de septiembre de 1940 | Düsseldorf        | Ju 88C, Do 17Z            |
| 2 de septiembre de 1940 – 15 de noviembre de 1941 | Gilze Rijen       | Ju 88C, Do 17Z            |
| 15 de noviembre de 1941 – 4 de enero de 1942      | Catania*          | Ju 88C-2                  |
| 4 de enero de 1942 – 16 de enero de 1942          | Kalamaki          | Ju 88C-2                  |
| 16 de enero de 1942 – septiembre de 1942          | Catania**         | Ju 88C-4                  |
| Abril de 1942                                     | Catania           | Ju 88C-6a                 |
| Septiembre de 1942 – 8 de noviembre de 1942       | Melsbroek***      | Ju 88C-6                  |
| 8 de noviembre de 1942 - 15 de noviembre de 1942  | Cazaux            | Ju 88C-6                  |
| 15 de noviembre de 1942 - 14 de diciembre de 1942 | Lezignan          | Ju 88C-6                  |
| 14 de diciembre de 1942 - 10 de febrero de 1943   | Melsbroek         | Ju 88C-6                  |
| 10 de febrero de 1943 - 23 de mayo de 1943        | Castelvetrano     | Ju 88C-6                  |
| 23 de mayo de 1943 - 16 de julio de 1943          | Aquino            | Ju 88C-6                  |
| 16 de julio de 1943 - 10 de octubre de 1943       | Parchim           | Bf 110C, Bf 110D, Bf 110E |
| 10 de octubre de 1943 - 21 de octubre de 1943     | Greifswald        | Bf 110C, Bf 110D, Bf 110E |
| 21 de octubre de 1943 - marzo de 1944             | Kassel-Rothwesten | Ju 88C, Ju 88R            |
| Marzo de 1944 - 12 de mayo de 1944                | Langensalza       | Ju 88C, Ju 88R            |
| 12 de mayo de 1944 - 7 de junio de 1944           | Eindhoven         | Ju 88C, Ju88R             |
| 7 de junio de 1944 - 9 de agosto de 1944          | Chateaudun        | Ju 88C, Ju 88G            |
| 9 de agosto de 1944 - agosto de 1944              | Dijon             | Ju 88C, Ju 88G            |
| Agosto de 1944 - 15 de noviembre de 1944          | Kassel-Rothwesten | Ju 88G                    |
| 15 de noviembre de 1944 - 28 de marzo de 1945     | Twente            | Ju 88G                    |
| 28 de marzo de 1945 - 4 de abril de 1945          | Eelde/Groningen   | Ju 88G                    |
| 4 de abril de 1945 - 6 de abril de 1945           | Rotenburg/Wümme   | Ju 88G                    |
| 6 de abril de 1945 - 8 de mayo de 1945            | Schleswig         | Ju 88G                    |

1*El 17 de noviembre de 1941 la 2.ª Escuadra/2.ª Escuadra de Caza Nocturno fue trasladado a Bengasi (Comando de Aviación África), pero regresó a Catania el 28 de noviembre de 1941.

2**En enero de 1942 - 20 de marzo de 1942 la 2.ª Escuadra y la 3.ª Escuadra/2.ª Escuadra de Caza Nocturno con sede en Bengasi. Desde abril de 1942, el I Grupo/2.ª Escuadra de Caza Nocturno fueron esparcidos sobre todo en el Mediterráneo, con unos destacamentos en Benina, Berca, Derna, Bengasi, El Quasaba y el Kastelli/Creta. Base de mando fue permanente en Catania.

3*** septiembre de 1942 la 2.ª Escuadra/2.ª Escuadra de Caza Nocturno con sede en Gilze Rijen.

### 4.ª Escuadra (M)
Formada en noviembre de 1940 en Gilze Rijen desde la 1.ª Escuadra/2.ª Escuadra de Caza Pesado.

## Pilotos de la Escuadra
- El Capitán Rudolf Schönert voló su Dornier Do 217J-2 R4+SM en 1942.

## Bases
| Noviembre de 1940                   | Gilze Rijen  | Dornier Do 217J-2 |
| Noviembre de 1941                   | Catania*     | Dornier Do 217J-2 |
| Noviembre de 1941 – febrero de 1942 | Leeuwarden** | Dornier Do 217J-2 |

- En noviembre de 1941 la Escuadra es transferida a Catania, and would remain there until 25 de febrero de 1942 (se aderio al I Grupo/2.ª Escuadra de Caza Nocturno en noviembre de 1940 – **febrero de 1942), when it transferred back to Leeuwarden and joined II Grupo/2.ª Escuadra de Caza Nocturno.

## II Grupo
Formada el 1 de noviembre de 1941 en Leeuwarden. El 8 de mayo de 1945 es disuelta.

## Comandantes de Grupo
- Mayor Helmut Lent – (1 de noviembre de 1941 – 1 de octubre de 1942)
- Capitán Herbert Bönsch – (2 de octubre de 1942 – diciembre de 1942)
- Capitán Dr. Horst Patuschka – (3 de diciembre de 1942 – 6 de marzo de 1943)
- Capitán Herbert Sewing – (7 de marzo de 1943 – diciembre de 1943)
- Mayor Heinrich Prince zu Sayn-Wittgenstein – (diciembre de 1943 – 1 de enero de 1944)
- Mayor Paul Semrau – (1 de enero de 1944 – 1 de noviembre de 1944)
- Capitán Heinz-Horst Hissbach – (1 de noviembre de 1944 – 14 de abril de 1945)
- Capitán Franz Brinkhaus – (15 de abril de 1945 – 8 de mayo de 1945)

## Pilotos de la Escuadra
- El sargento mayor Wilhelm Beier voló su Ju 88C-6b R4+GM obteniendo 22 victorias (W.Nr.360215).
- El teniente coronel Erich Jung voló su Ju 88G-6b 4R+AN, sobre el Eelde en 1945.

Formada el 1 de noviembre de 1941 en Leeuwarden con:
- Grupo de Estado Mayor (C)/II Grupo/2.ª Escuadra de Caza Nocturno/Nuevo
- 4.ª Escuadra (M)/2.ª Escuadra de Caza Nocturno (adherida al I Grupo/2.ª Escuadra de Caza Nocturno hasta el 25 de febrero de 1942)
- 5.ª Escuadra (N)/2.ª Escuadra de Caza Nocturno desde la 4.ª Escuadra/1.ª Escuadra de Caza Nocturno
- 6.ª Escuadra (P)/2.ª Escuadra de Caza Nocturno/Nuevo

El 1 de octubre de 1942 es redesignado al IV Grupo/1.ª Escuadra de Caza Nocturno:
- Grupo de Estado Mayor (C)/II Grupo/2.ª Escuadra de Caza Nocturno como el Grupo de Estado Mayor (F)/IV Grupo/1.ª Escuadra de Caza Nocturno
- 4.ª Escuadra (M)/2.ª Escuadra de Caza Nocturno como la 2.ª Escuadra (K)/3.ª Escuadra de Caza Nocturno
- 5.ª Escuadra (N)/2.ª Escuadra de Caza Nocturno como la 11.ª Escuadra (V)/2.ª Escuadra de Caza Nocturno
- 6.ª Escuadra (P)/2.ª Escuadra de Caza Nocturno como la 12.ª Escuadra (Z)/1.ª Escuadra de Caza Nocturno

Reformada el 1 de octubre de 1942 en Gilze Rijen desde el III Grupo/2.ª Escuadra de Caza Nocturno con:
- Grupo de Estado Mayor (C)/II Grupo/2.ª Escuadra de Caza Nocturno desde el Grupo de Estado Mayor (D)/III Grupo/2.ª Escuadra de Caza Nocturno
- 4.ª Escuadra (M)/2.ª Escuadra de Caza Nocturno desde la 7.ª Escuadra (R)/2.ª Escuadra de Caza Nocturno
- 5.ª Escuadra (N)/2.ª Escuadra de Caza Nocturno desde la 1.ª Escuadra (S)/2.ª Escuadra de Caza Nocturno
- 6.ª Escuadra (P)/2.ª Escuadra de Caza Nocturno fue formada el 28 de agosto de 1943 desde la 2.ª Escuadra (H)/2.ª Escuadra de Caza Nocturno

## Bases
| 1 de noviembre de 1941 – 1 de octubre de 1942 | Leeuwarden            | 1.ª División de Caza Nocturno, 1.ª División de Caza (desde mayo de 1942) | Ju 88C*          |
| Febrero de 1942                               | Gilze Rijen           |                                                                          | Ju 88C-6a        |
| 1 de octubre de 1942 – noviembre de 1942      | Gilze Rijen           | 1.ª División de Caza                                                     | Ju 88C-6b        |
| Noviembre de 1942 – mayo de 1943              | Comiso                | II Cuerpo Aéreo                                                          | Ju 88C-6b        |
| Mayo de 1943 – julio de 1943                  | Aquino                | II Cuerpo Aéreo                                                          | Ju 88C-6b        |
| Julio de 1943 – 12 de marzo de 1944           | Parchim               |                                                                          | Ju 88C-6b        |
| 12 de marzo de 1944 – 26 de abril de 1944     | Quackenbrück          |                                                                          | Ju 88C-6         |
| 26 de abril de 1944 – junio de 1944           | Colonia-Butzweilerhof | 3.ª División de Caza                                                     | Ju 88C-6         |
| Junio de 1944 – agosto de 1944                | Coloummiers           | 5.ª División de Caza                                                     | Ju 88C-6         |
| Agosto de 1944 – diciembre de 1944            | Colonia-Butzweilerhof | 3.ª División de Caza                                                     | Ju 88C-6, Ju 88G |
| Diciembre de 1944 – marzo de 1945             | Vechta, Eelde         | 2.ª División de Caza                                                     | Ju 88C-6, Ju 88G |
| Marzo de 1945 – mayo de 1945                  | Pocking               | 2.ª División de Caza                                                     | Ju 88C-6, Ju 88G |

- 4.ª Escuadra (M)/2.ª Escuadra de Caza Nocturno operaban con Dornier Do 17Z hasta el año 1942.

## III Grupo
Formada en marzo de 1942 en Gilze Rijen. El 8 de mayo de 1945 es disuelta.

## Comandantes de Grupo
- Capitán Herbert Bönsch – (3 de abril de 1942 – 1 de agosto de 1942)
- Mayor Paul Semrau – (agosto de 1943 – 1 de enero de 1944)
- Mayor Berthold Ney – (1 de enero de 1944 – noviembre de 1944)
- Capitán Heinz Ferger – (noviembre de 1944 – 10 de abril de 1945)
- Capitán Hans-Hermann Merker – (11 de abril de 1945 – 8 de mayo de 1945)

## Pilotos de la Escuadra
- El capitán Friedrich Tober voló su Ju 88C-6c R4+LS, Ju 88C-6c 4R+AS.
- El teniente coronel Walter Briegleb voló su Ju 88G-6a 4R+BR en mayo de 1945.

Formada en marzo de 1942 en Gilze Rijen con nueva unidades:
- Grupo de Estado Mayor (D)/III Grupo y la 7.ª Escuadra (R)/2.ª Escuadra de Caza Nocturno en marzo de 1942
- 8.ª Escuadra (S)/2.ª Escuadra de Caza Nocturno en mayo de 1942
- 9.ª Escuadra (T)/2.ª Escuadra de Caza Nocturno en junio de 1942

En julio de 1942 la 7.ª Escuadra (R)/2.ª Escuadra de Caza Nocturno es trasladada a Grove (Karup). 
El 1 de octubre de 1942 es redesignado al II Grupo/2.ª Escuadra de Caza Nocturno:
- Grupo de Estado Mayor (D)/III Grupo/2.ª Escuadra de Caza Nocturno como el Grupo de Estado Mayor (C)/II Grupo/2.ª Escuadra de Caza Nocturno
- 7.ª Escuadra (R)/2.ª Escuadra de Caza Nocturno como la 4.ª Escuadra (M)/2.ª Escuadra de Caza Nocturno
- 8.ª Escuadra (S)/2.ª Escuadra de Caza Nocturno como la 10.ª Escuadra (U)/1.ª Escuadra de Caza Nocturno
- 9.ª Escuadra (T)/2.ª Escuadra de Caza Nocturno como la 11.ª Escuadra (L)/3.ª Escuadra de Caza Nocturno

Reformada el 15 de agosto de 1943 en Stuttgart/Nellingen desde el V Grupo/6.ª Escuadra de Caza Nocturno con:
- Grupo de Estado Mayor (D)/III Grupo/2.ª Escuadra de Caza Nocturno desde el Grupo de Estado Mayor (F)/V Grupo/6.ª Escuadra de Caza Nocturno
- 7.ª Escuadra (R)/2.ª Escuadra de Caza Nocturno desde la 13.ª Escuadra (X)/6.ª Escuadra de Caza Nocturno
- 8.ª Escuadra (S)/2.ª Escuadra de Caza Nocturno desde la 14.ª Escuadra (Y)/6.ª Escuadra de Caza Nocturno
- 9.ª Escuadra (T)/2.ª Escuadra de Caza Nocturno desde la 15.ª Escuadra (Z)/6.ª Escuadra de Caza Nocturno

En septiembre de 1944 la 9.ª Escuadra (T)/2.ª Escuadra de Caza Nocturno es absorbida por la 3.ª Escuadra de Observación Aérea. El 30 de octubre de 1944 el III Grupo/2.ª Escuadra de Caza Nocturno fue redesignada al IV Grupo/3.ª Escuadra de Caza Nocturno:
- Grupo de Estado Mayor (D)/III Grupo/2.ª Escuadra de Caza Nocturno como el Grupo de Estado Mayor (E)/IV Grupo/3.ª Escuadra de Caza Nocturno
- 7.ª Escuadra (R)/2.ª Escuadra de Caza Nocturno como la 10.ª Escuadra (U)/3.ª Escuadra de Caza Nocturno
- 8.ª Escuadra (S)/2.ª Escuadra de Caza Nocturno como la 11.ª Escuadra (V)/3.ª Escuadra de Caza Nocturno
- 9.ª Escuadra (T)/2.ª Escuadra de Caza Nocturno como la 12.ª Escuadra (W)/3.ª Escuadra de Caza Nocturno

Mientras el nuevo III Grupo/2.ª Escuadra de Caza Nocturno fue formada desde el antiguo IV Grupo/3.ª Escuadra de Caza Nocturno con:
- Grupo de Estado Mayor (D)/III Grupo/2.ª Escuadra de Caza Nocturno desde el Grupo de Estado Mayor (E)/IV Grupo/3.ª Escuadra de Caza Nocturno
- 7.ª Escuadra (R)/2.ª Escuadra de Caza Nocturno desde la 10.ª Escuadra (U)/3.ª Escuadra de Caza Nocturno
- 8.ª Escuadra (S)/2.ª Escuadra de Caza Nocturno desde la 11.ª Escuadra (V)/3.ª Escuadra de Caza Nocturno
- 9.ª Escuadra (T)/2.ª Escuadra de Caza Nocturno desde la 12.ª Escuadra (W)/3.ª Escuadra de Caza Nocturno

## Bases
| Marzo de 1942 – 1 de octubre de 1942      | Gilze Rijen               | 1.ª División de Caza Nocturno, 1.ª División de Caza (desde mayo de 1942) | Ju 88C-6            |
| Junio de 1942                             | Gilze Rijen               | 1.ª División de Caza                                                     | Ju 88C-6            |
| 15 de agosto de 1943 – septiembre de 1943 | Stuttgart/Nellingen       | 5.ª División de Caza                                                     | Ju 88C-6            |
| Septiembre de 1943 – diciembre de 1943    | Schipol, Neuruppin, Venlo | 3.ª División de Caza                                                     | Ju 88C-6            |
| Diciembre de 1943 – marzo de 1944         | Gilze-Rijen, Venlo        | 3.ª División de Caza                                                     | Ju 88C-6c           |
| 27 de marzo de 1944 – septiembre de 1944  | Langendiebach, Twente     | 3.ª División de Caza                                                     | Ju 88C-6c, Ju 88G-1 |
| Septiembre de 1944 – noviembre de 1944    | Gütersloh                 | 3.ª División de Caza                                                     | Ju 88G-6            |
| Noviembre de 1944 – marzo de 1945         | Marx/Varel                | 3.ª División de Caza                                                     | Ju 88G-6a           |
| Marzo de 1945 – mayo de 1945              | Schleswig                 | 2.ª División de Caza                                                     | Ju 88G-6a           |

## IV Grupo
Formada el 30 de octubre de 1944 en Münster-Handorf. El 23 de febrero de 1945 es redesignado al 30.º Grupo de Hostigamiento Nocturno. 

## Comandantes de Grupo
- Capitán Bengsch – (octubre de 1944 – febrero de 1945)

Formada el 30 de octubre de 1944 en Münster-Handorf desde el I Grupo/7.ª Escuadra de Caza Nocturno con:
- Grupo de Estado Mayor (E)/IV Grupo/2.ª Escuadra de Caza Nocturno desde el Grupo de Estado Mayor (B)/I Grupo/7.ª Escuadra de Caza Nocturno
- 10.ª Escuadra (U)/2.ª Escuadra de Caza Nocturno desde la 1.ª Escuadra (H)/7.ª Escuadra de Caza Nocturno
- 11.ª Escuadra (V)/2.ª Escuadra de Caza Nocturno desde la 2.ª Escuadra (K)/7.ª Escuadra de Caza Nocturno
- 12.ª Escuadra (W)/2.ª Escuadra de Caza Nocturno desde la 3.ª Escuadra (L)/7.ª Escuadra de Caza Nocturno

El 23 de febrero de 1945 es redesignado a la 30.º Grupo de Hostigamiento Nocturno:
- Grupo de Estado Mayor (E)/IV Grupo/2.ª Escuadra de Caza Nocturno como el Grupo de Estado Mayor (?)/30.º Grupo de Hostigamiento Nocturno
- 10.ª Escuadra (U)/2.ª Escuadra de Caza Nocturno como la 1.ª Escuadra (?)/30.º Grupo de Hostigamiento Nocturno
- 11.ª Escuadra (V)/2.ª Escuadra de Caza Nocturno como la 2.ª Escuadra (?)/30.º Grupo de Hostigamiento Nocturno
- 12.ª Escuadra (W)/2.ª Escuadra de Caza Nocturno como la 3.ª Escuadra (?)/30.º Grupo de Hostigamiento Nocturno

## Bases
| Octubre de 1944 – noviembre de 1944 | Münster-Handorf | 3.ª División de Caza | Ju 88G |
| Noviembre de 1944 – febrero de 1945 | Kastrup/Værløse | 2.ª División de Caza | Ju 88G |

## V Grupo
Formada el 1 de diciembre de 1944. El 29 de abril de 1945 es disuelta.

## Comandantes de Grupo
- Mayor Albert Schreiweis – (1 de diciembre de 1944 – 29 de abril de 1945)

Formada el 1 de diciembre de 1944 desde el III Grupo/2.ª Escuadra de Bombardeo con:
- Grupo de Estado Mayor (D)/V Grupo/2.ª Escuadra de Caza Nocturno desde el Grupo de Estado Mayor (?)/III Grupo/2.ª Escuadra de Bombardeo
- 13.ª Escuadra (R)/2.ª Escuadra de Caza Nocturno desde la 7.ª Escuadra (?)/2.ª Escuadra de Bombardeo
- 14.ª Escuadra (S)/2.ª Escuadra de Caza Nocturno desde la 8.ª Escuadra (?)/2.ª Escuadra de Bombardeo
- 15.ª Escuadra (T)/2.ª Escuadra de Caza Nocturno desde la 9.ª Escuadra (?)/2.ª Escuadra de Bombardeo

## Bases
| 1 de diciembre de 1944 – 29 de abril de 1945 | Neubiberg | 7.ª División de Caza | Ju 88G-6 |

## Escuadra de Entrenamiento Avanzado
Formada en octubre de 1940 en Gilze Rijen (only officially desde agosto de 1941). El 14 de octubre de 1943 es disuelta.

## Staffelkapitäne
- Capitán Albrecht Wolter – (6 de julio de 1942 – 14 de octubre de 1943)

## Bases
| Octubre de 1940 – 19 de agosto de 1943       | Gilze Rijen | Ju 88 |
| 20 de agosto de 1943 – 14 de octubre de 1943 | Parchim     | Ju 88 |

## Escuadra de Entrenamiento
Formada el 7 de octubre de 1944 en Parchim desde la 5.ª Escuadra (N)/2.ª Escuadra de Caza Nocturno. En diciembre de 1944 es redesignada la 16.ª Escuadra (?)/2.ª Escuadra de Caza Nocturno, pero el 1 de enero de 1945 como Escuadrilla de Estado Mayor/2.ª Escuadra de Caza Nocturno. 

## Bases
| Octubre de 1944 – 1 de mayo de 1945 | Parchim | Ju 88 |